# Rugby a 15 nel 2004

## Attività internazionale
L'Australia batte l'Inghilterra nella rivincita della finale mondiale in Australia, ma l'Inghilterra si riscatta a novembre a Londra.
Il Sudafrica si aggiudica un Tri Nations equilibratissimo.
Successo e Grande Slam per la Francia nel "Sei Nazioni". L'Irlanda si aggiudica la Triple Crown.
L'Irlanda batte sia il Sudafrica che l'Australia nei test di novembre, mentre l'Argentina sconfigge la Francia a Marsiglia.
Il 2004 vede inoltre l'esordio dei Pacific Islanders, selezione che riunisce i giocatori di Samoa, Tonga e Figi, la storica vittoria del Portogallo nel Campionato europeo per nazioni e l'addio del n.1 degli arbitri dell'ultimo decennio, Andrè Watson.

### Test "down-under"
Il periodo di fine maggio-inizio luglio è tradizionalmente dedicato ai tour delle rappresentative dell'emisfero Nord agli antipodi. Nel 2004, i tour sono anche una occasione di rivincite dopo la campionati del mondo del 2003. Su tutte spiccano però le pesanti sconfitte dell'Inghilterra, campione del mondo, con Australia e Nuova Zelanda.
Vi è anche l'esordio dei Pacific Islanders, selezione formata da giocatori di Samoa, Figi e Tonga.

### Autumn International Tour
Protagonisti della serie di tour autunnali del 2004 sono l'Argentina di Felipe Contepomi capace di superare la Francia, la Nuova Zelanda che centra tre vittorie su tre e l'Inghilterra capace di battere nell'ordine Canada Australia e Sudafrica. Queste due squadre sembrano appannate, mentre i Bianchi, affidati ad Andy Robinson, sembrano rinati, malgrado l'assenza di Jonny Wilkinson.

### Altri Tour
- Paesi Bassi in Danimarca e Germania:

| Frederikstadt 30 marzo 2004 | Danimarca | 8 – 12 | Paesi Bassi |  |

| Rheindren 3 aprile 2004 | British Army on the Rhyne | 13 – 8 | Paesi Bassi |  |

### Altri Test

#### Full Internationals
| Grand Caymans 28 febbraio 2004 | Isole Cayman | 41 – 14 | Giamaica |  |

| Vise 17 marzo 2004 | Paesi Bassi | 18 – 10 | Belgio |  |

| Grand Caymans 1º maggio 2004 | Isole Cayman | 43 – 8 | Bahamas |  |

| Bulawayo 24 luglio 2004 | Zimbabwe | 24 – 15 | Kenya |  |

| Nairobi 31 luglio 2004 | Kenya | 18 – 8 | Uganda |  |

| Rarotonga 28 agosto 2004 | Isole Cook | 50 – 5 | Niue |  |

| Vyse 20 ottobre 2004 | Belgio | 11 – 24 | Armenia |  |

| Hong Kong 31 ottobre 2004 | Pakistan | 0 – 0 | Macao |  |

#### Altri incontri
| La Rochelle (Charente-Maritime) 28 gennaio 2004 | La Rochelle U23 | 17 – 31 | Rep. Ceca XV |  |

| 9 febbraio 2004 | British Army | 34 – 16 | Belgio |  |

| Marville 21 febbraio 2004 | Francia Amateurs | 39 – 19 | Marocco |  |

| Grand Caymans 12 marzo 2004 | Isole Cayman | 50 – 3 | Bayonne (NY) |  |

| 19 aprile 2004 | Polonia XV | 12 – 7 | France Military XV |  |

| 1º giugno 2004 | New Zealand XV | 29 – 27 | New Zealand 2nd XV |  |

| Kimberley 1º giugno 2004 | Sudafrica XV | 62 – 19 | Central division XV |  |

| Windhoek 5 giugno 2004 | Namibia Inv. XV | 23 – 57 | Sudafrica XV |  |

| Buenos Aires 2 luglio 2004 | URBA | 17 – 62 | Uruguay A |  |

| Praga 11 luglio 2004 | Rep. Ceca XV | 16 – 7 | Stati Uniti Army | Slavia |

| 14 ottobre 2004 | Belgio XV | 13 – 10 | Fiandre |  |

| Cambridge 14 ottobre 2004 | Cambridge Univ. | 38 – 23 | Spagna XV |  |

| 23 ottobre 2004 | Uruguay A | 26 – 31 | Santa FE (Arg) |  |

| 7 novembre 2004 | NZ Divisional XV | 35 – 24 | Figi XV |  |

### I Barbarians
| Edimburgo 22 maggio 2004 | Scozia | 33 – 40 | Barbarians | Murrayfield |

| Cardiff 26 maggio 2004 | Galles XV | 42 – 0 | Barbarians | Millennium Stadium |

| Londra 30 maggio 2004 | Inghilterra XV | 32 – 12 | Barbarians | Twickenham |

| Lisbona 10 giugno 2004 | Portogallo | 34 – 66 | Barbarians |  |

| Leicester 4 marzo 2004 | Leicester Tigers | 69 – 21 | Barbarians |  |

| Northampton 17 marzo 2004 | East Midlands | 10 – 104 | Barbarians |  |

| Rushmoor 9 novembre 2004 | Combined Service | 38 – 36 | Barbarians |  |

## La Nazionale italiana
Prima del torneo delle "Sei Nazioni" viene organizzato un match preparatorio contro una selezione di giocatori stranieri del campionato italiano.
| Treviso 7 febbraio 2004 | Italia XV | 28 – 5 | All Stars XV | Monigo |

Nel Sei Nazioni 2004 la nazionale italiana non riesce ad andare oltre il quinto posto. La vittoria con la Scozia (20-14) evita agli azzurri il "cucchiaio di legno" nonostante le pesanti sconfitte contro le altre squadre: l'Inghilterra campione del mondo travolge gli azzurri con 7 mete (9-50), malgrado i proclami della vigilia; 
contro la Francia (0-25) l'Italia non segna neppure un punto e alcuni errori francesi la salvano da danni peggiori;
malgrado qualche miglioramento in difesa, anche contro l'Irlanda arriva una sconfitta (3-19) senza che gli azzurri riescano a varcare la linea di meta avversaria; 
infine con il Galles si chiude nuovamente sotto una caterva di mete (10-44).
Malgrado i risultati modesti di questo torneo (una vittoria, quattro sconfitte, 21 mete subite contro due sole segnate) e le critiche che si levano da più parti, John Kirwan viene confermato sino al 2007.
Segue un deludente Tour estivo a causa della sconfitta con la Romania (24-25), squadra considerata di livello inferiore. Parziale riscatto contro il Giappone (32-19) grazie alle 3 mete di Martín Castrogiovanni.
Autumn International: il match con il Canada vede gli azzurri vincere facilmente 51-9, un risultato che cancella il 14-19 del 2000. Va detto però che a favorire gli azzurri gioca l'assenza dei giocatori canadesi impegnati nel campionato inglese e non lasciati liberi dalle squadre di club.
Segue l'ennesima "sparata" di John Kirwan che dichiara di voler battere addirittura gli All Blacks. Sarà un match disastroso: dopo 8 minuti gli azzurri, forse esaltati dal facile successo il Canada, sono sotto di tre mete. Finisce 59-10 una partita senza storia con una meta concessa agli azzurri nel finale.
Infine un match con gli Stati Uniti, nazionale modesta, con la quale l'Italia soffre più del previsto (43-25).

## Tornei internazionali per club o selezioni
|  | Super 12           | Brumbies          |
|  | Heineken Cup       | London Wasps      |
|  | European Challenge | Harlequins        |
|  | European Shield    | Montpellier       |
|  | Celtic League      | Llanelli Scarlets |

## Tornei Nazionali
- Africa:

| Sudafrica | Currie Cup  | Blue Bulls   |
|           | Vodacom Cup | Golden Lions |

- Americhe:

| Argentina   | Nacional de Clubes    | Duendes                |
|             | Interprovinciale      | Cuyo                   |
|             | Camp. di Buenos Aires | San Isidro             |
| Brasile     | Campionato            | São José (SP)          |
| Canada      | Super League          | Vancouver Crimson Tide |
| Stati Uniti | Superleague           | Belmont Shore          |

- Asia:

| Giappone | Top League | Kobe Steel        |
|          | Coppa      | NEC Green Rockets |

- Europa:

| Irlanda     | All Ireland league      | Shannon                |
|             | Interprovinciale        |                        |
| Galles      | Campionato              | Newport RFC            |
|             | WRU Challenge Cup       | Neath RFC              |
| Inghilterra | Coppa                   | Newcastle Falcons      |
|             | Campionato delle Contee | Devon                  |
|             | Campionato              | London Wasps           |
| Francia     | Camopionato             | Stade Français         |
| Italia      | Coppa                   | Calvisano              |
|             | Campionato              | Benetton Treviso       |
| Scozia      | Campionato              | Glasgow Hawks          |
| Belgio      | Coppa                   | Boitsford              |
|             | Elite League            | Boitsford              |
| Georgia     | Campionato              | Locomotivi             |
| Portogallo  | Campionato              |                        |
|             | Coppa                   |                        |
| Romania     | Campionato              | Dinamo Bucarest        |
| Russia      | Campionato              | VVA-Podmoskovye Monino |
| Spagna      | Spagna (Copa del Rey)   | Atletico Bera Bera     |
|             | Campionato              | El Salvador            |
| Finlandia   | Campionato              | Jyväskylä RC           |

- Oceania:

| Nuovo Galles del Sud | Shute Shield                     | Randwick                          |
|                      | Tooheys New Cup                  | Randwick                          |
| Queensland           | Premier Rugby                    | Gold Coast                        |
| Australia            | Shield                           | New South Wales Country Cockatoos |
|                      | Interstate                       |                                   |
| Figi                 | Colonial Cup                     | Coastal Stallions                 |
| Nuova Zelanda        | National Provincial Championship | Canterbury                        |